# Lil Huddy
Cole Chase Hudson (Stockton, California; 15 de mayo de 2002), conocido profesionalmente como Huddy, es un cantante, actor, modelo y celebridad de internet por cofundar el colectivo de TikTok Hype House. Según Billboard, es uno de los 10 principales influencers musicales en TikTok, con más de 30 millones de seguidores, y una de las personas más influyentes en la plataforma. Ha sido citado por Paper como una figura importante en el renacimiento del pop punk de la década de 2020.

## Carrera
Hudson comenzó su carrera en Musical.ly, posteriormente TikTok. En diciembre de 2019, Hudson cofundó el colectivo TikTok conocido como Hype House con otras personalidades de las redes sociales como Daisy Keech, Alex Warren, Kouvr Annon y Thomas Petrou. También tiene un canal de YouTube.
Hudson está representado por la agencia de talentos WME. En diciembre de 2020, firmó un contrato con Interscope Records, a pesar de que Hudson solo tenía grabadas "algunas demos rudimentarias". Hudson protagonizó Downfalls High, la adaptación cinematográfica del álbum Tickets to My Downfall de Machine Gun Kelly, junto a Sydney Sweeney. La película se estrenó el 15 de enero de 2021 y obtuvo más de 16 millones de visitas en su primer fin de semana. Luego lanzó su sencillo debut "21st Century Vampire" el 21 de enero. El 18 de febrero lanzó su segundo sencillo "The Eulogy of You and Me", que fue coescrito y producido por Travis Barker.
El 22 de abril de 2021 lanzó su tercer sencillo "America’s Sweetheart", una balada emocional sobre una ruptura y sus resultados. El video musical presentaba un cameo de la celebridad y bailarina de Internet Charli D'Amelio.

## Vida personal
Natural de Stockton (California), nació en el seno del matrimonio formado por Cole y Tamora Hudson. Tiene dos hermanas, Karissa y Marlena Hudson. Creció en uno de los suburbios pobres de la ciudad, se interesó por la moda a una edad temprana y descubrió bandas de pop punk como My Chemical Romance, Blink-182 y Fall Out Boy. En su adolescencia comenzó a ser acosado, lo que lo llevó a tener tendencias suicidas y finalmente lo transfirió a la educación en línea. Hudson salió brevemente con Cynthia Parker en 2019. En 2020, Hudson salió con Tik Toker Charli D'Amelio desde febrero de 2020 hasta abril de 2020. Hudson asistió a Bear Creek High School durante su primer y segundo año, antes de pasar a la educación en línea para continuar su carrera en las redes sociales. Se graduó temprano en su tercer año tomando tres clases adicionales por semestre. Hudson cita a Justin Bieber, BTS, Shawn Mendes, Billie Eilish y One Direction como sus influencias de la moda, y a Travis Barker, Machine Gun Kelly, Olivia Rodrigo, My Chemical Romance y Blink-182 como sus influencias musicales.